# Армянская революционная армия
Армянская революционная армия (Armenian revolutionary army, ARA) — армянская террористическая организация. Армянская революционная армия считается новым названием организации Бойцы за справедливость в отношении геноцида армян (JCAG), под которым она продолжила свою деятельность после 1983 года.

## История
Годом создания считается 1973 год, но с 1983 года организация стала известна как АРА (Армянская революционная армия). В том же году АРА обнародовала манифест «Всем правительствам, мировой общественности и прессе:
…Пренебрежение и цинизм Турции и международной общественности по отношению к принципам справедливости и международным законам всё в большей мере приводит нас к убеждению, что единственным оставшимся путём для достижения нашего Справедливого Суда является вооружённая борьба…».
Следуя из названия и публикаций в прессе, организации приписывается связь с АРФ Дашнакцутюн.
В 1983-86 гг. было проведено несколько крупных акций против турецких целей (первое политическое убийство турецкого дипломата, ответственность за которое на себя взяли АСАЛА и АРА, произошло 14 июля 1983 г. в Брюсселе).
Самая известная из акций АРА — захват турецкого посольства в Лиссабоне 27 июля 1983 г. Исполнители — Седрак Аджемян, Симон Яхниян, Ара Крджлян, Вачэ Даглян и Саркис Абраамян (группа известна под названием Лиссабонская пятёрка), один из которых был застрелен турецким сотрудником во время перестрелки, прочие погибли в результате самоподрыва. Погиб также один португальский полицейский и жена сотрудника посольства Джахиде Мыхчиоглу, один человек — ребёнок турецкого дипломата — был ранен. В заявлении АРА причиной нападения был назван «отказ Турции и его союзников в признании геноцида армян». Международная пресса («Time», «The Globe», «Newsweek», «le Monde», «Liberation», «le Figaro», «Al Nahar» и др.) широко осветила Лиссабонское нападение. После нападения Португальские власти были вынуждены отказать в визите в страну министра иностранных дел Турции И. Тюркмена, так как не смогли обеспечить его безопасность. «Лиссабонской пятерке» посвящены: стихотворение Ованеса Шираза «Лиссабонским самосожженным», рассказ «Телефон» Вагэ Ошакана, песня Гарника Саркисяна «Инг Ай срдер» (5 армянских сердец).

## Основные операции[5]
| Дата           | Регион               | Операция | Другие группировки причастные к убийству |
| -------------- | -------------------- | --- | ---------------------------------------- |
| 14 июля 1983   | Брюссель, Бельгия    | Убийство атташе при посольстве Турции в Брюсселе Дурсуна Аксой в собственной машине. | ДжСАГ, АСАЛА                             |
| 27 июля 1983   | Лиссабон, Португалия | Нападение на турецкое посольство в Лиссабоне |                                          |
| 20 июня 1984   | Австрия, Вена        | Убийство действительного помощника по социальным вопросам при турецком посольстве в Вене Эрдогана Озена. В результате взрыва были серьезно ранены 5 других граждан (включая двух австрийских полицейских).                                  |                                          |
| 19 ноября 1984 | Австрия, Вена        | Убийство Энвера Эргуна, турка по национальности, работавшего в Венском отделении «Центра по социальному и гуманитарным вопросам ООН». На месте преступления был обнаружен кусок материала с инициалами АРА, который был подброшен в машину. |                                          |
| 12 марта 1985  | Оттава, Канада       | Атака террористов на турецкое посольство в Оттаве |                                          |
| ноябрь 1986    | Париж, Франция       | Боевики АРА заняли здание «Эйр Канада» в знак протеста против вынесения приговора трем армянским боевикам в Канаде. Они забаррикадировались в здании и лишь через час сдались полиции.                                                      |                                          |